# Pietra (classificazione commerciale)
Una pietra, nella terminologia commerciale (che in Italia è regolata dalla normativa UNI-8458), è una roccia, di norma non lucidabile, e dalla svariata composizione mineralogica, usata sia come materiale da costruzione che da decorazione, che non rientra nei tipi marmo, granito o travertino definite dalla medesima normativa.

## Tipologia
Vengono suddivise in due gruppi:
- rocce tenere e/o poco compatte: rocce sedimentarie clastiche (areniti, calcareniti, etc.) e vulcanoclastiche (tufi, peperini, ecc.)
- rocce dure e/o compatte: pietre a spacco naturale (quarziti, micascisti, gneiss, ardesie, ecc.) e rocce magmatiche effusive (basalti, trachiti, etc.)
- rocce metamorfiche (che hanno subito profonde trasformazioni a causa di pressione e temperatura.)

Vanno ricordate tra le altre varietà di pietra, la pietra serena, la pietra leccese e l'ardesia.

## Uso del termine in altri contesti

### Massoneria
La pietra nella simbologia massonica, è un simbolo importante ed è uno dei Gioielli immobili presenti in loggia. Rappresenta simbolicamente quanto necessario ai Fratelli Apprendisti per istruirsi nel lavoro latomistico, con il fine di pulimentarla, metafora del cambiamento da operare su sé stessi, per il proprio miglioramento umano e spirituale.

## Altri nomi con cui la pietra viene chiamata
- Roccia